# 熊師旦
熊師旦（1592年2月21日—1629年），號于侯，四川敘州府富順縣人，民籍，明朝政治人物。

## 生平
萬曆三十七年（1609年）己酉科四川鄉試第二十四名舉人，四十四年（1616年）丙辰科三甲第二百五十八名進士。吏部觀政，四十七年改松江府儒學教授，升國子監博士，天啓二年（1622年）升戶部貴州司主事，四年主考山西鄉試，升員外郎，天啟五年（1625年）三月升陝西按察司提學僉事，六年（1626年）八月升浙江布政使司右參議，十一月調陝西布政使司右參議、兵備臨鞏。崇祯二年卒，年未及四十。博洽經史，尤工古文詞，著有《晉言全刻》。

## 家族
曾祖熊佐；祖父熊登山；父熊士美，母石氏。妻余氏；繼妻王氏。子熊孟能、熊仲能、熊季能。